# جیلی امگرند ای‌سی۷
جیلی امگرند ای سی ۷ - EC۷ خانواده بزرگی از خودروهایی است که توسط بخش امگرند کارخانه چینی تولید خودرو جیلی تولید می‌شود.

## پیشینه
EC۷ خودروی اولیه برای سری امگرند بود. امگرند نشان تجاری برای مدل‌های نیمه لوکس و تمام لوکس جیلی است که در ۲۰۰۹ رونمایی شد.

## فروش جهانی
در آمادگی این محصول برای عرضه در بازار اروپا این خودرو چهار ستاره در آزمون یوروان کپ دریافت کرد که بدین ترتیب اولین خودروی طراحی یا تولید شدهٔ چینی بود که به این موفقیت دست پیدا می‌کرد.

### بریتانیا
عرضهٔ این خودرو در بازار انگلیس برای انتهای سال ۲۰۱۲ برنامه‌ریزی شد.
قیمتها حدود ۱۰۰۰۰ پوند برای مدل ۱٫۵ تخمین زده شد.

### عراق
در عراق مدل EC۷ به همراه مدل بزرگتر یعنی EC۸ توسط یک کمپانی محلی مونتاژ می‌شود

### ایران
در ایران دو مدل EC7 , EC7-RV و x7 توسط شرکت جیلران موتور در سال‌های ۹۱ تا ۹۵ با مدل ۲۰۱۲–۲۰۱۳ و ۲۰۱۴ عرضه شده‌است.